# Chùa Thiên Niên
Chùa Thiên Niên có tên chữ là Thiên Niên Cổ Tự, còn được gọi là chùa Trích Sài là một ngôi chùa nằm ngay sát bờ hồ Tây, thuộc làng Trích Sài, phường Bưởi, giáp ranh với phường Xuân La, quận Tây Hồ, thành phố Hà Nội.

## Lịch sử
Theo truyền thuyết, chùa ra đời thời Lý Nam Đế (544 – 548). Nơi đây thời vua Lê Thánh Tông, đã được ban tặng cho các cung nữ để làm đất sinh nhai. Trang trại được đặt tên là Thiên Niên, ý nói được ban lâu dài. 
Ngày 18 tháng 1 năm Giáp Ngọ (1234) cụ Bùi Quốc Khái mất, thương tiếc ông, người dân tạo tượng thờ và ghi danh ông trên "Thanh Bằng thịnh sự bia"), khắc ngày 18 tháng 2 năm Giáp Thìn, niên hiệu Cảnh Hưng thứ 45 (1784).
Tại trang Thiên Niên này đến thời Minh Mạng (1820-1841), thì chùa được mang tên Thiên Niên Tự từ đó. Dấu vết vật chất hiện còn có niên đại sớm nhất là tấm bia đá niên hiệu Vĩnh Thịnh năm thứ năm (1709), cho biết ngôi chùa đã có mặt dưới thời Lê sơ. 
Chùa còn được thờ bà Chúa dệt lĩnh Phạm Thị Ngọc Đô - thứ phi của vua Lê Thánh Tông đã từng truyền nghề dệt lĩnh cho nhân dân trong vùng.
Các di tích của làng cổ Trích Sài bao gồm cả Chùa Thiên Niên đều đã được Bộ Văn hóa, Thể thao và Du lịch đánh giá, xếp hạng và tổ chức trùng tu hưởng ứng sự kiện 1000 năm Thăng Long - Hà Nội.

## Chú thích

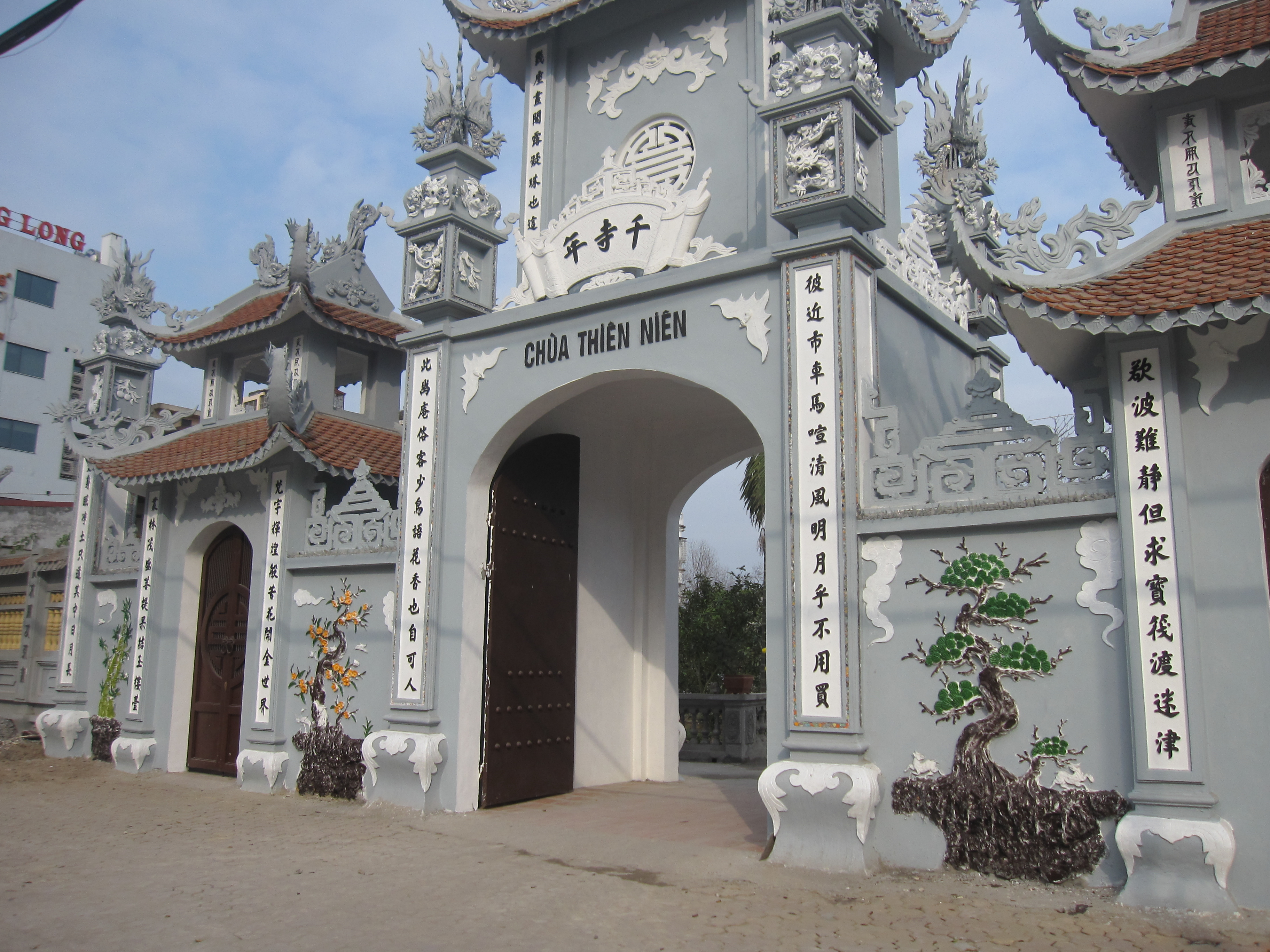
Tam quan
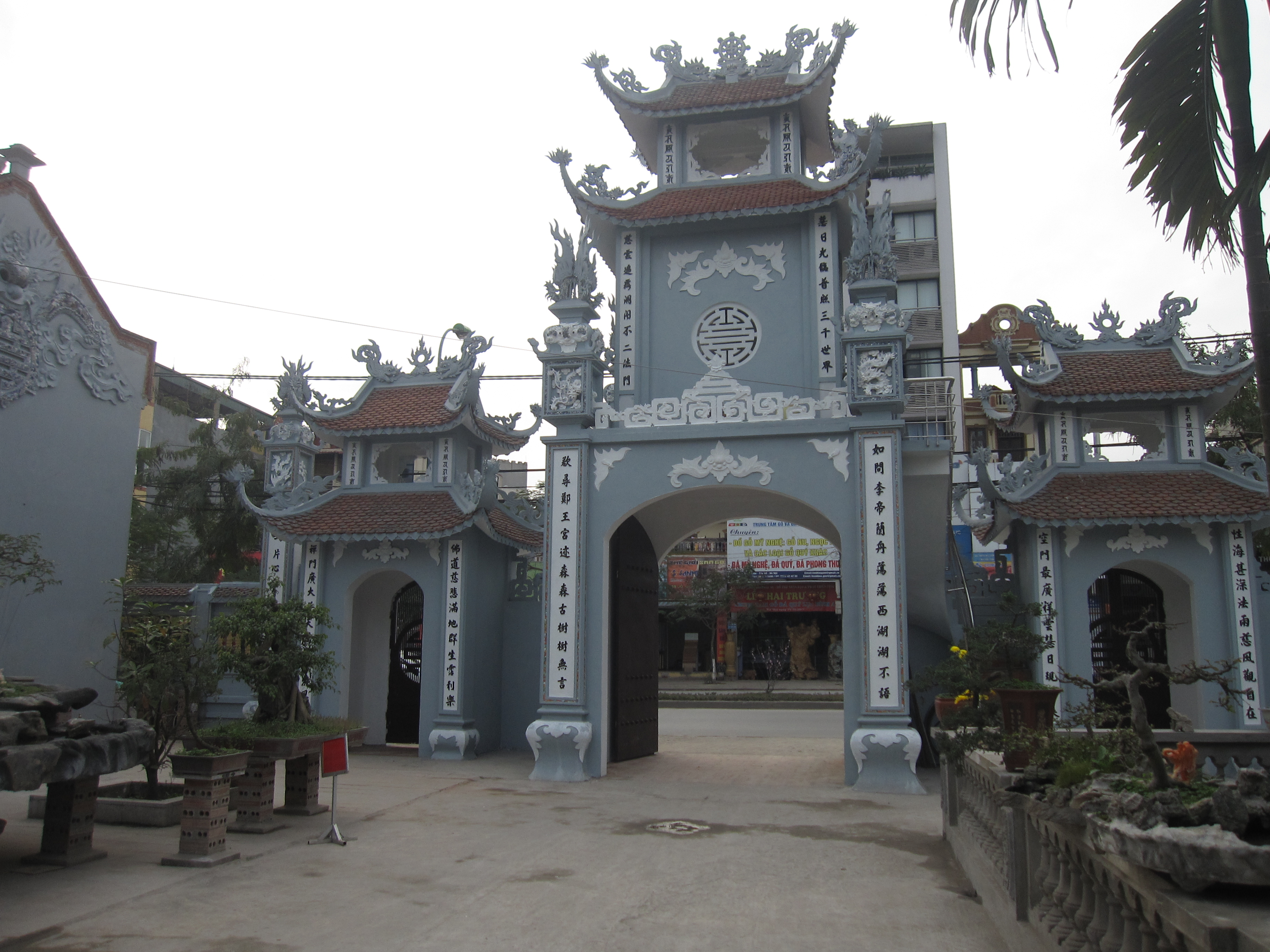
Tam quan, nhìn từ bên trong chùa
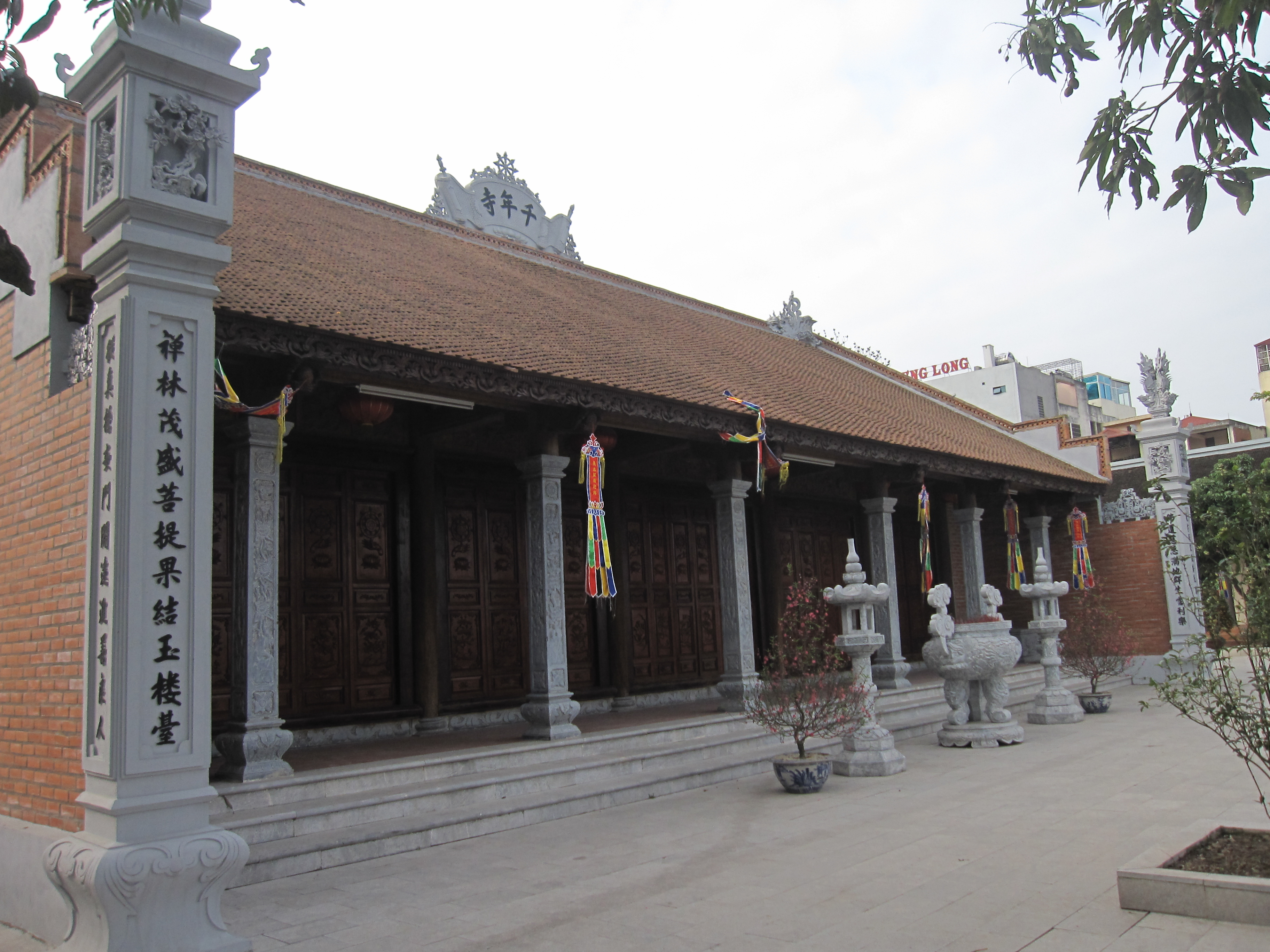
Tiền đường
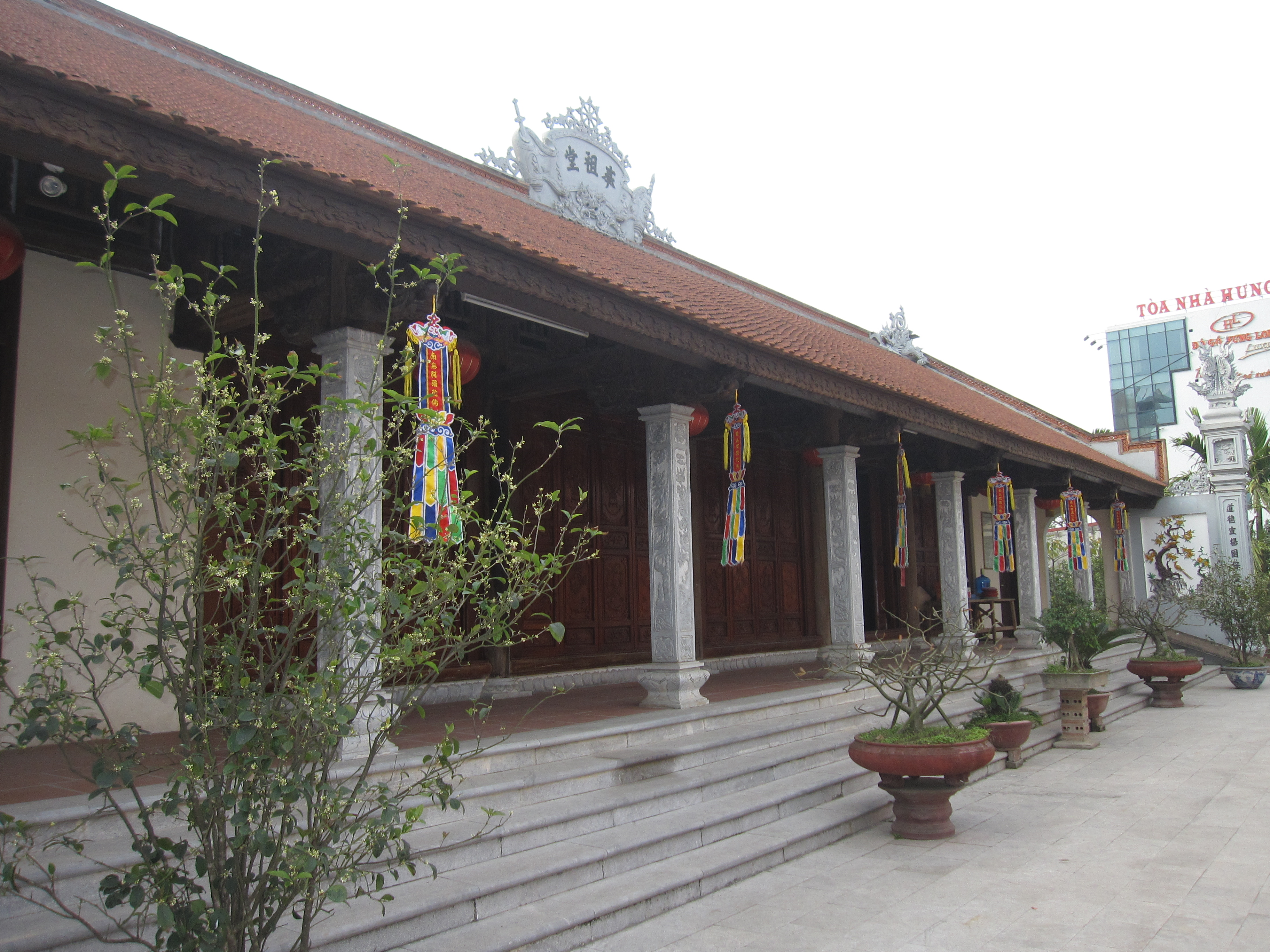
Phủ thờ Mẫu, bên trong chùa
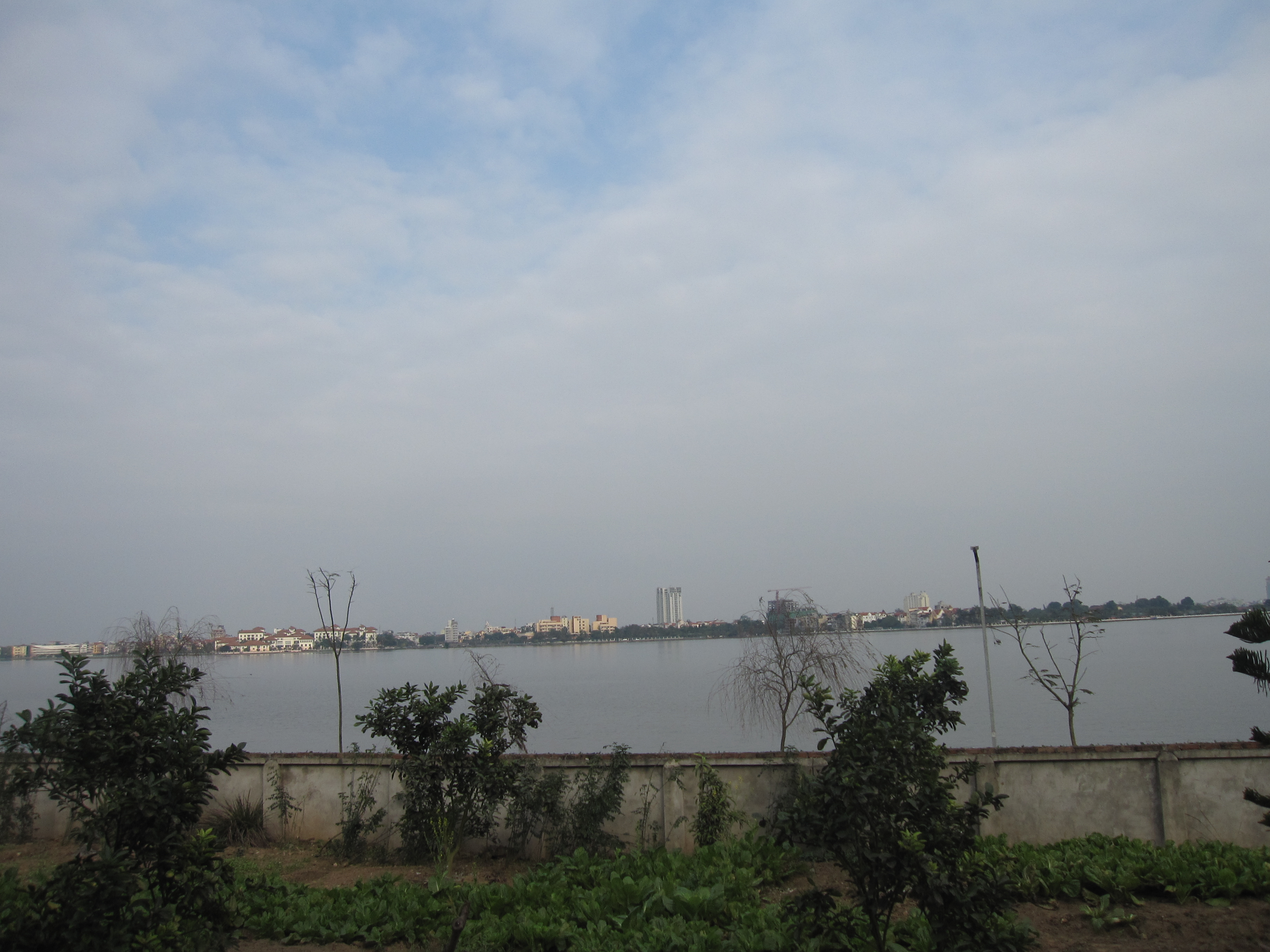
Hồ Tây, nhìn từ chùa Thiên Niên